# Nicolò Longobardo
Nicolò Longobardo, vagy Nicholas Longobardi, Niccolo Longobardi (Caltagirone, 1559. szeptember 10. – Peking, 1654. szeptember 1., kínai neve: Long Huamin 龍華民) jezsuita szerzetes, aki a jezsuiták Kína-missziójának meghatározó vezetője volt. 1582-ben lépett be a Jézus Társaságába Messinában.

## Élete
1597-ben Kínába küldték Shaoguan tartományba. 1610-ben Matteo Ricci halála után ő lett a jezsuita Kína-misszió legfőbb generálisa. Csak részben fogadta el elődje missziós módszerét. Azt helyeselte, hogy az európai tudományt meg kell osztani a kínaiakkal, lelkes híve volt ennek, és kétszer is felhívta rá az európai központ figyelmét. Ennek hatására valóban elindult egy tudományos jezsuita küldöttség Kínába. De a kínai őskultuszt, a kínai istennevek megtartását helytelenítette. Emiatt 1630-ban kidolgozott egy értekezést a témában. Ez megosztotta a jezsuitákat, nem mindenki követte, és az őt követő tartományfőnök betiltatta missziós nézeteit.
Ennek ellenére kilencvenéves koráig folytatta munkáját, 58 évig Kínában dolgozott, majd kilencvenöt éves korában hunyt el. Temetésére Sun-cse kínai császár sok pénzt költött.

## Emlékezete
A Via Luigi Sturzón található szülőházában emléktáblát helyeztek el.